# Arena do Grêmio
El Arena do Grêmio es un estadio multiuso ubicado en la ciudad de Porto Alegre, estado de Rio Grande do Sul, Brasil. Es donde actualmente juega de local Grêmio, club de la homónima ciudad. Con una capacidad para 60 540 espectadores, fue inaugurado el 8 de diciembre de 2012, en un partido de Grêmio frente al club alemán Hamburgo SV, que terminó con victoria por 2 a 1 para el equipo local. Reemplazó al Estadio Olímpico de Porto Alegre.

## Historia

### Contexto
A mediados de la década de los 2000, surgió en las directivas de Grêmio la idea de construir un nuevo escenario para el club Grêmio, pero solo fue hasta el año 2006, cuando empezaron los estudios de factibilidad del proyecto. Este estadio tenía como objetivo que fuera autosostenible, contrario a lo que sucedía con el antiguo Estadio Olímpico de Porto Alegre. La discusión sobre lo que se iba a realizar, fue consultada con una empresa holandesa, llamada Amsterdam Advisory Arena, quienes aconsejaron construir el nuevo estadio en una ubicación diferente de donde se ubicaba el Estadio Olímpico, debido a que este se encontraba en una zona altamente poblada. Además, entre otros factores que llevaron a la construcción de un nuevo estadio, están los altos costos de mantenimiento del estadio, la falta de estacionamientos, el bajo nivel de comodidad, el deterioro de la estructura, etc.

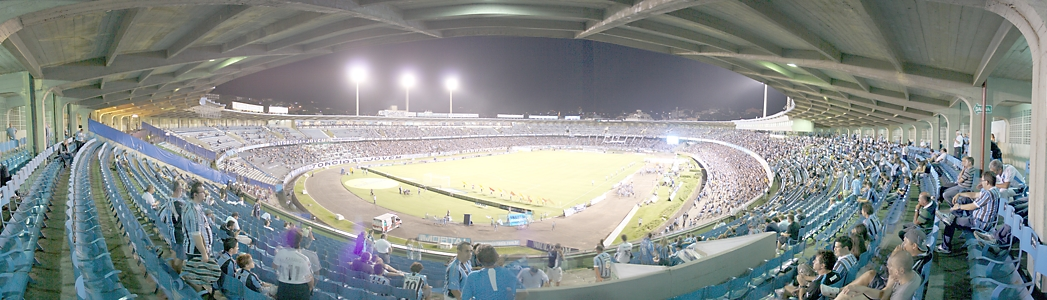
Panorámica del estadio Olímpico.

## Eventos

### Copa América 2019
- El estadio albergó 5 partidos de la Copa América 2019.
| Fecha               | Selección #1 | Resultado        | Selección #2 | Ronda                 | Espectadores |
| ------------------- | ------------ | ---------------- | ------------ | --------------------- | ------------ |
| 15 de junio de 2019 | Venezuela    | 0 - 0            | Perú         | Primera fase, Grupo A | 13 370       |
| 20 de junio de 2019 | Uruguay      | 2 - 2            | Japón        | Primera fase, Grupo C | 39 973       |
| 23 de junio de 2019 | Catar        | 0 - 2            | Argentina    | Primera fase, Grupo B | 41 390       |
| 27 de junio de 2019 | Brasil       | 0 - 0 (4-3 pen.) | Paraguay     | Cuartos de final      | 44 902       |
| 3 de julio de 2019  | Chile        | 0 - 3            | Perú         | Semifinal             | 33 058       |

## Eventos musicales
- La banda norteamericana Pearl Jam se presentó el 11 de noviembre de 2015, por parte de su gira Pearl Jam 2015 Latin America Tour
- La cantante colombiana Shakira, se presentó el 23 de octubre de 2018, para dar un show de su gira El Dorado World Tour